# Вайгілау
Вайгілау (англ. Waihilau Falls) — водоспад у Північній Америці, розташований у штаті Гаваї і є одним із найвищих водоспадів Сполучених Штатів Америки.

## Географія
Водоспад Вайгілау розташований на півночі найбільшого острова Гавайських островів — острові Гаваї, що в однойменному штаті Сполучених Штатів Америки. Є частиною русла невеликого струмка Вайгілау, падає одним уступом, з висоти 792 м, в міжгірну долину Вайману, а далі потоком впадає у Тихий океан. Водоспад має середню ширину — 8 м, середньорічна витрата води — 1 м³/с, максимальна — 7 м³/с. Займає 3-тє місце за висотою у США і 13-те — в світі.